# Ризенер, Анри-Франсуа
Анри−Франсуа Ризенер (фр. Henri−François Riesener; 19 октября 1767, Париж — 7 февраля 1828, Париж) — французский живописец немецкого происхождения. Мастер парадного светского портрета. Характерный представитель неоклассицизма и раннего романтизма. Создатель портретов Наполеона и Александра I.

## Биография
Анри-Франсуа Ризенер происходил из семьи знаменитых краснодеревщиков, выходцев из Германии. Его отец, Ж.−А. Ризенер (1734−1806), был не только талантливым мебельщиком при дворе Людовика XVI, но также и изобретателем — его детище, «механизм для откидывания цилиндрической крышки бюро», до настоящего времени в трансформированном виде находит широкое применение в современной мебели. Знаменитое бюро короля Людовика XV работы Ж.−А. Ризенера было начато его учителем Ж.−Ф. Эбеном, с кончиной которого в 1763 году мастерская, перешла по наследству ученику, который так же женился на вдове учителя Франсуазе Маргарите (урождённой Вандеркруз). Дочь Франсуазы Маргариты Эбен от первого брака, Виктория — мать художника Эжена Делакруа.
Семейство Ризенеров было весьма состоятельным. Произведения их стоили дорого, французские заказчики не всегда успевали вовремя расплатиться, но недостатка в желающих стать обладателями изделий мастерской Эбена, позднее — Ризенера, не было. Клиенты, среди которых случались и богатые иностранные заказчики, банкиры и аристократы, сполна покрывали расходы. Мода того времени требовала использования античных мотивов как в общем облике произведений, так и в виде включения характерных элементов декора. С 1769 года Ж.−А. Ризенер становится официальным поставщиком королевской мебельной коллекции (фр. Garde-Meuble) и получает в 1774 году звание «королевского краснодеревщика» (фр. ébéniste du roi); в дальнейшем — фактически осуществляет преобразование стиля Людовика XV в стиль Людовика XVI, или французский неоклассицизм. Ризенер первым стал использовать достаточно сложную по технологии производства золочёную бронзу. Всё это способствовало общению со специалистами, учёными, в числе их был и знаменитый мастер бронзового литья Пьер−Филипп Томир (1751−1843), и один из самых известных французских естествоиспытателей эпохи минералог-академик Габриель Делафос (1795−1878). Таким образом, семейство Ризенеров поддерживало тесные отношения с представителями научно−технической среды. В такой атмосфере рос и воспитывался будущий художник.

## Творчество

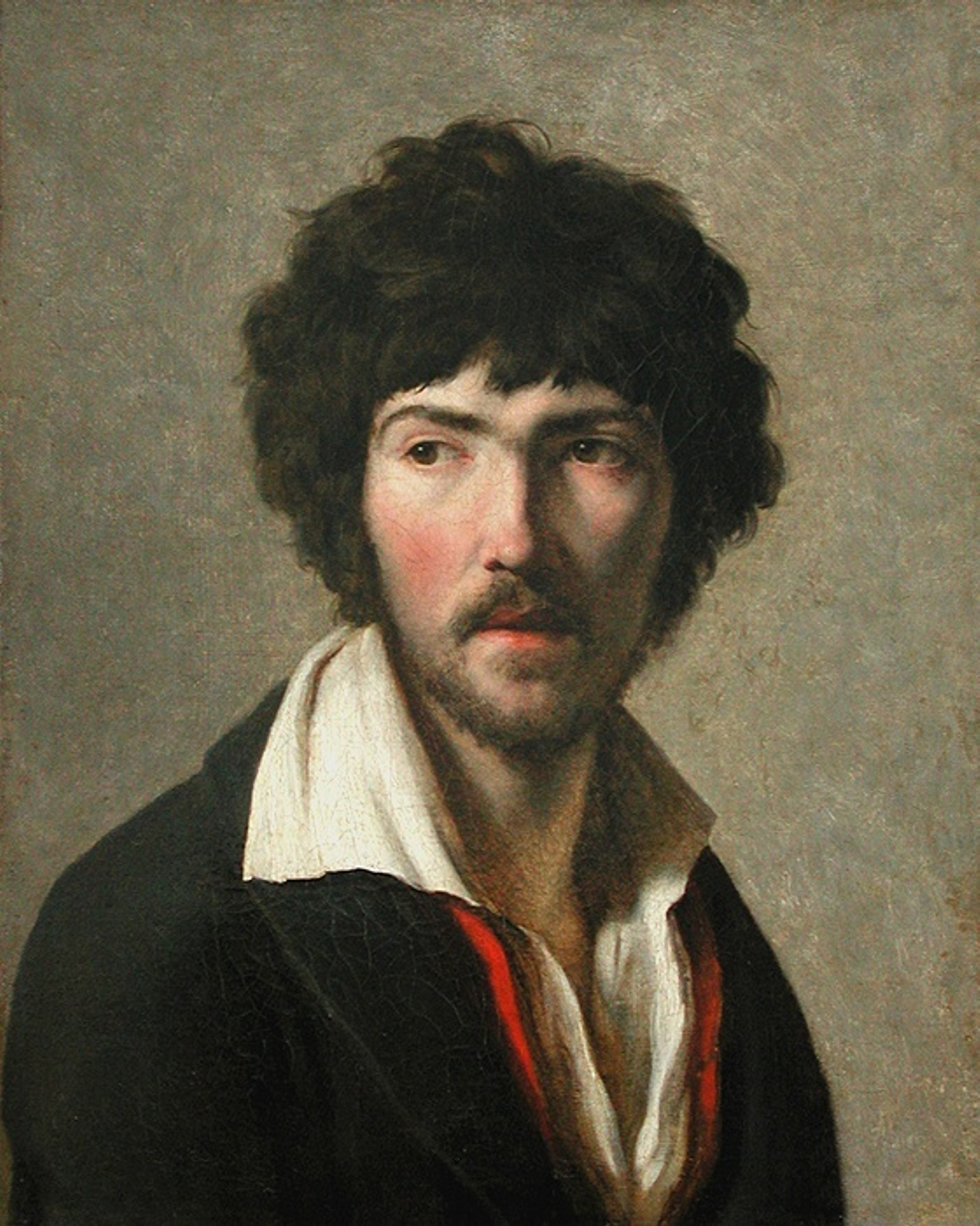
А.−Ф. Ризенер. Морис Кэи. 1797−1799. Лувр, Париж

Анри−Франсуа первоначально учился живописи у А. Вестье, а затем продолжил учёбу в Королевской академии живописи, скульптуры и архитектуры у Ф.−А. Венсана, позднее — у Ж.-Л. Давида. Во время революции он вступил в армию и принимал участие в войнах, которые вела Французская республика.
В конце 1790−х годов А. Ризенер вновь берётся за кисть; он пишет портреты маслом и миниатюры, едва успевая выполнять многочисленные заказы, что, конечно сказалось и на содержательности его произведений. Но перед тем, как художник будет вынужден подчинить свою творческую волю условностям светского общества и салонным вкусам, им будет написана одна из лучших его картин — «Портрет Мориса Кэи».

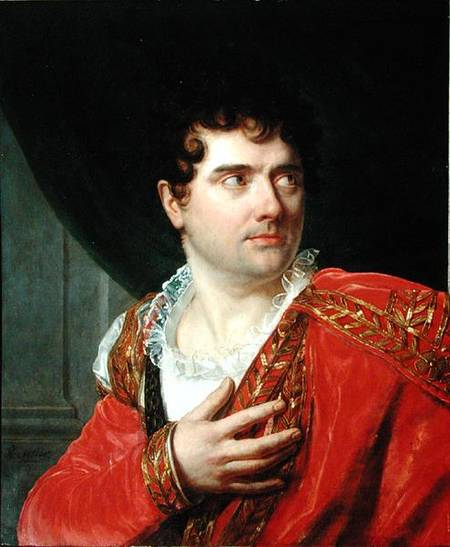
А.−Ф. Ризенер. Ф.−Ж. Тальма

Галерее портретов знаменитого французского актёра-реформатора Франсуа-Жозефа Тальма (1763—1826) могут позавидовать актёры любых времён. Актёр позировал таким художникам, Э. Делакруа, Л. Давид, Д. Энгр, Годефруа, В.−Ж. Э. Жуи, Ж.−Ж. Легрене−мл., Пико, Л. Мариме, Обер, Олье, Колен и многим другим. Образ актёра, созданный Анри−Франсуа Ризенером занимает достойное место в этом ряду.

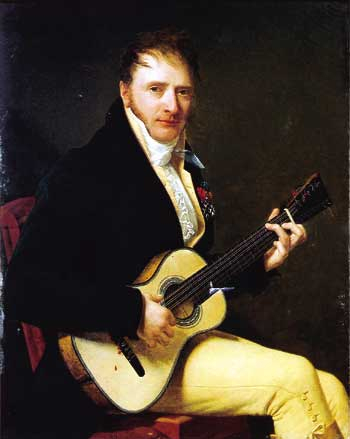
А.−Ф. Ризенер. Граф Ш.-А. Тертр, играющий на гитаре. Ок. 1814

Написанный Ризенером в годы Империи «Портрет Наполеона» имел огромный успех. Художник воспроизвёл его более пятидесяти раз (в настоящее время известны 15 реплик этой работы). С 1801 по 1827 год мастер демонстрировал свои произведения в Салоне, наградившем его в 1808 году своей медалью. В это же время у него родится сын Леон, которому также суждено будет стать художником.
В 1814 и 1815 годах среди его заказчиков было много русских гвардейских офицеров, находившихся в Париже. В 1816 году по приглашению великого князя Константина Павловича Анри Ризенер приезжает в Варшаву, а затем — в Санкт−Петербург, где выполняет заказы императора Александра I и императрицы Марии Федоровны, князя Н. Б. Юсупова, графов Олсуфьевых и других великосветских заказчиков. До 1823 года художник продолжал работать преимущественно в России, лишь наездами бывая в Париже, где он оставил жену и сына. Вслед за «Портретом Александра I со свитой», выполненным совместно с Ж.−Ф.−Ж. Свебахом, продолжилась череда портретов русской знати. Среди созданных им произведений были картины парадные и более скромные, изображения погрудные и в рост.
Работы Ризенера отличает тщательная отделка, сказывающаяся некоторой сухостью живописи, но, несомненно, он был отличным рисовальщиком и мастером цвета. А.−Ф. Ризенер блестяще передаёт состояние воздушной среды, колористические эффекты двойного освещения, например портрет С. П. Апраксиной. Эти произведения можно отнести к немногим примерам сентиментализма в живописи.

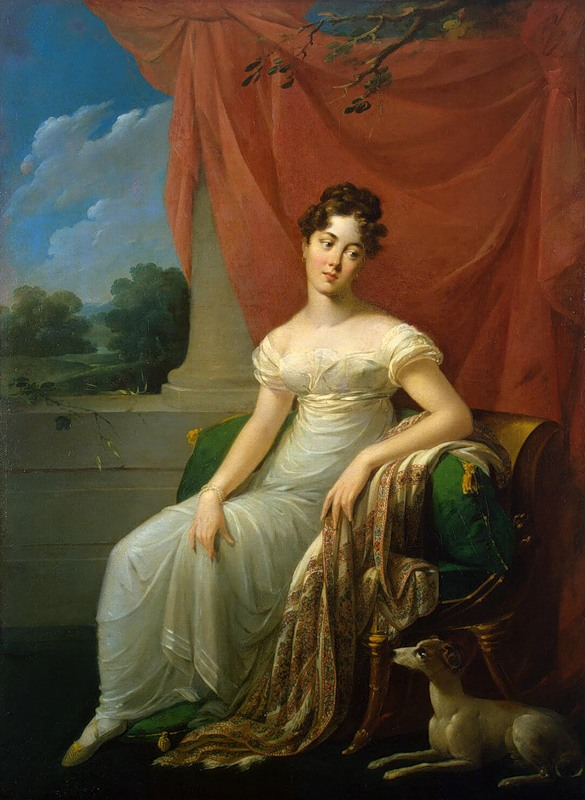
А.−Ф. Ризенер. С. П. Апраксина. ок. 1819

Исследователь пишет: «художник не достигает глубокого раскрытия образа», однако и начисто лишёнными характерности даже «проходные» его портреты уж никак нельзя назвать. Достаточно выразительны портреты Я. А. Потёмкина и М. Ф. Орлова. Удивительно другое: даже те немногие известные работы живописца заставляют невольно оказываться в плену ощущения, что они вышли из под кисти разных авторов… До такой степени отличающимися в сопоставлении манеры и по валёру предстают они… Как бы то ни было, живопись А.−Ф. Ризенера чрезвычайно высоко ценились современниками. Творчество этого художника заслуживает более пристального исследования.
Нельзя не сказать и о той роли, которую мастер сыграл в формировании одного из «самых французских художников» — своего племянника Эжена Делакруа. Он часто давал советы начинающему живописцу, брал их с Леоном на этюды в Нормандию, Анри−Франсуа настоял на поступлении юноши в мастерские П.−Н. Герена, постоянно обращал внимание на необходимость изучения технических приёмов старых мастеров и «горячо призывал идти собственным и только собственным путём в искусстве»…
Работы Ризенера представлены в различных французских собраниях, а также в коллекциях Государственного Эрмитажа, Государственной Третьяковской галереи, Музея−усадьбы «Архангельское» и других музеев России.

## Произведения
- Сидящий юноша. Последняя четверть XVIII века. Париж. Лувр
- Автопортрет. Последняя четверть XVIII века. Париж. Лувр.
- Морис Кэй. Последняя четверть XVIII века. Париж. Лувр.
- Портрет Шарля-Анри Делакруа в форме капитана Императорской гвардии.
- Портрет женщины в жёлтом мадрасе (тюрбане). Последняя четверть XVIII века. Дижон. Национальный музей Мажни.
- Портрет Арчилла Жибера с маленькой внучкой Камиллой Сейер, графиней Симеон. Частное собрание.
- Портрет Великой княгини Екатерины Павловны. 1810. Тверская областная картинная галерея.
- Базине, метрдотель (камергер) королевы Гортензии. Рюи-Мальмезон. Национальный музей замков Мальмезон и Де Буа-Прево.
- Портрет генерала барона Пьера Домениля. 1811
- Граф Ш.-А. Тертр, играющий на гитаре. ок. 1814
- Мишель, граф Ордене, генерал (1755−1811). Версаль. Национальный музей дворца Трианон.
- Портрет Барбе де Жуи. Произведение утрачено.
- Портрет Ф.−Ж. Тальма.
- Портрет стоящей императрицы Жозефины. Рюи−Мальмезон. Национальный музей замков Мальмезон и Де Буа−Прево.
- Портрет стоящей девочки. Нормандия. Музей Эврё.
- Портрет женщины в белом. Последняя четверть XVIII века. Париж. Лувр.
- Портрет Жана-Батиста Бесьера, герцога д’Истри маршала Франции (1768−1813). Версаль. Национальный музей дворца Трианон
- Портрет маршала Бессьера. Монтабан. Музей Энгра.
- Портрет члена семьи Барбе с сыном. Последняя четверть XVIII века. Руан. Музей изящных искусств.
- Марк-Антоан Дезожье (1772—1826). Версаль. Национальный музей дворца Трианон.
- Антоан Андре Раврио (1759−1814) (кузен художника, королевский бронзовщик). Париж. Лувр.
- Жан-Батист Коллен, граф де Сюсси (1750−1826). Версаль. Национальный музей дворца Трианон.
- Антоан Жюль, Жюлье (1755−1825). Версаль. Национальный музей дворца Трианон.
- Жан−Жерар Лакюе, граф де Сессак (1752—1841). Версаль. Национальный музей дворца Трианон.
- Жан Элевью. Версаль. Национальный музей дворца Трианон.
- Портрет М. Ф. Орлова. Около 1816. Музей Бородинской Панорамы. Москва.
- Портрет С. П. Апраксиной. ок. 1819 года. Эрмитаж.
- Портрет П. П. Лачинова. Эрмитаж.
- Портрет Я. А. Потёмкина. 1810−1820. Музей−панорама «Бородинская битва».
- Портрет княгини В. С. Долгорковой (ур. кж. Гагариной). Государственный музей изобразительных искусств им. А. С. Пушкина
- Портрет Жозефины Фридрихс. 1813. Эрмитаж.
- Портрет неизвестной. Молдавский национальный музей искусства. Кишинёв.
- Портрет неизвестной. Частная коллекция.
- Мадам Буланже (1786−1850). Версаль. Национальный музей дворца Трианон.
- Портрет Франсуа Адриен Буаэльдьё. Руан. Музей изящных искусств.
- Портрет девушки. XIX век. Музей Гренобля.
- Портрет Мари-Терез-Этьенетты Бургоэн.